# Kozłówka
Kozłówka is een dorp in het Poolse woiwodschap Lublin, in het district Lubartowski. De plaats maakt deel uit van de gemeente Kamionka en telt 820 inwoners. Het dorp ligt op ongeveer 8 kilometer ten westen van Lubartów en 23 kilometer ten noorden van de regionale hoofdstad Lublin. 

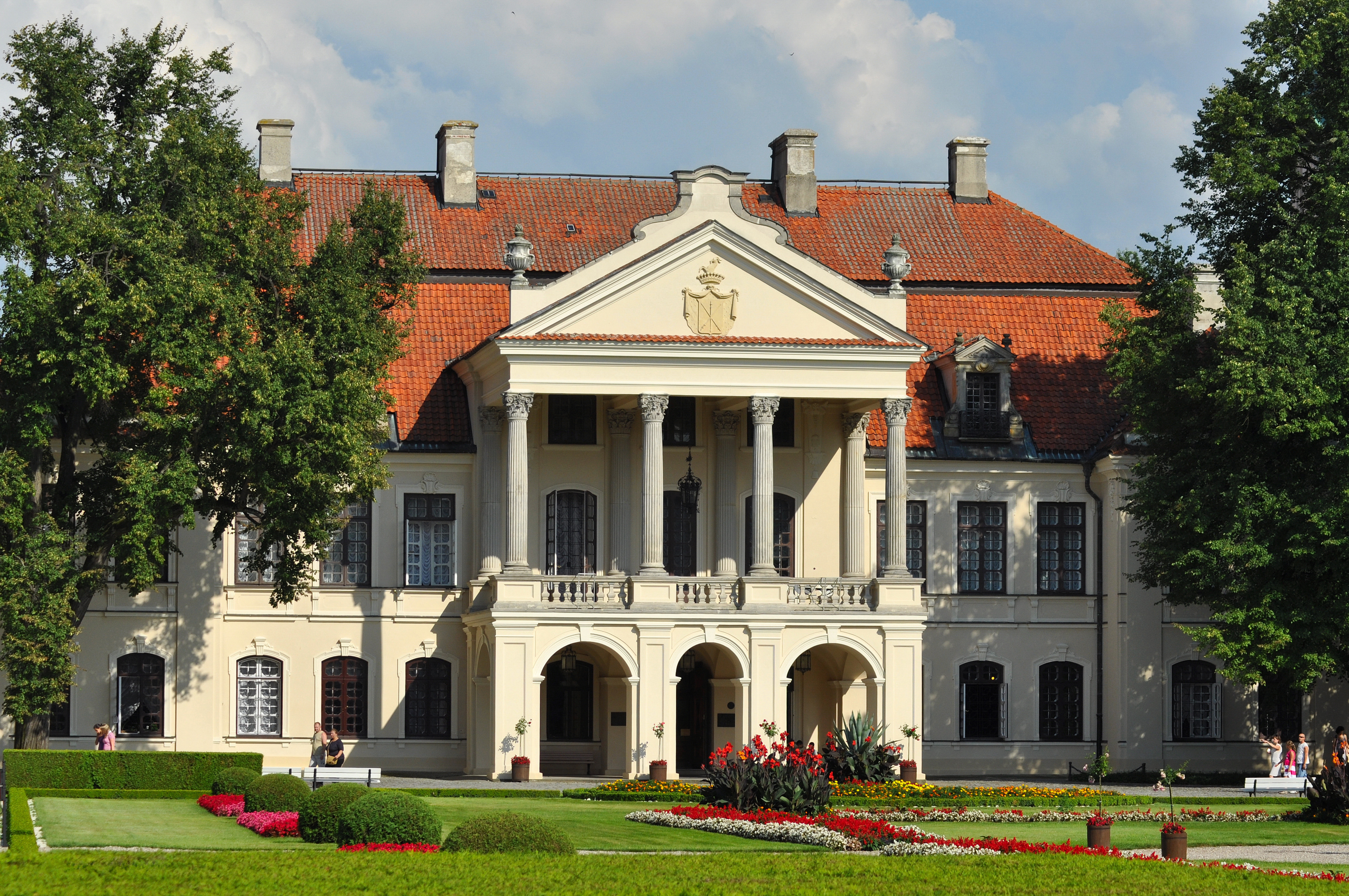

In Kozłówka staat een groot paleis in rococo- en neoklassieke stijl uit de achttiende eeuw. Het paleis behoorde ooit toe aan de familie Zamoyski. Het paleisgebouw is nu een museum van deze familie en in een ander deel van het complex is er een klein museum over communistische standbeelden en kunst die momenteel nergens nog gewild zijn. Het park van het paleis is ook toegankelijk voor bezoekers. Sinds 2006 is het paleis erkend als nationaal erfgoed.